# ディスポーザー
ディスポーザー（英語: Food Waste Disposer）とは、家電製品の一種。調理用の流し台の下部に接続している排水設備に直接取り付ける生ごみ粉砕機である。

## 構造

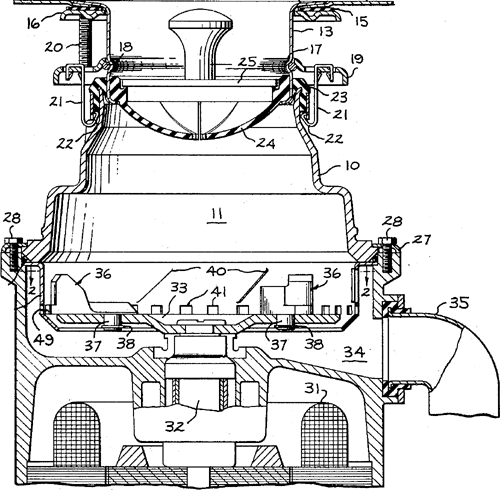
ディスポーザーの構造
図24が開閉し、生ごみは図11に投じられる。スイッチが入れられると図40の底が回転、これに取り付けられた可動式のハンマー（図36）が生ごみを外周部に送り出し、外周部の固定刃（図49）に押し付けて粉砕する。破砕されたペースト状の生ごみは排水と共に図34から図35の排水管に流れる。

家庭用ディスポーザーは台所のシンク（→流し台）の下に設置し、水と一緒に生ごみを流し粉砕させ、下水道に流下させる仕組みとなっている。装置としてはモーターと生ごみ破砕処理室に分かれており、(11) に水道水と一緒に投入された生ごみを高速回転するターンテーブル (33) で壁面に飛ばし、ターンテーブル周縁部についている固定式または可変式のハンマー (36) と壁面の固定刃 (41) で粉々に破砕して水道の流水で排出エルボ (35) から押し流すものである。
一般的に普及しているディスポーザーは連続投入方式といわれ、破砕機の電源スイッチは壁やシンクに埋め込まれた押しボタン式か床に設置されたペダル式となっており、使用時（生ごみ発生時）に動作させ連続で生ごみを投入処理できる。安全性を考慮し上部の蓋を閉じないとスイッチが入らないようになっている蓋スイッチ式（バッチ・フィード式）製品もあり、主に分譲マンションで多く採用されている。
ディスポーザー内部にはむき出しの回転刃といったものはなく、投入物を遠心力で周囲の固定刃へ送り出すためのターンテーブルがあるのみのため、動作中に誤って手を突っ込むようなことがあっても指先がターンテーブルの平らな表面をこするだけで手が粉砕されるようなことはなく、安全性は比較的高い。また、スプーンやナイフなどの食器を落とし込んだまま動作した場合は過負荷保護装置が働き運転を停止する。
残飯や魚の骨・鳥の骨、小さな貝殻、野菜屑などほとんどの生ごみは処理できるが、全般的に枝豆の殻、とうもろこしの髭の部分など繊維質の極端に強い食品は処理できない。またサザエ等の大きな貝の殻やスペアリブの骨など大きく硬いものなどは対応できない。この場合は、別途生ごみとして排出する必要がある。製品によっては卵の殻、鳥の骨、小さな貝殻等は処理できない場合もある。
なお、ディスポーザー自体に排水トラップ機能は無く、排水管からあがってくる臭気、害虫予防として配管部材としてのトラップを別途使用する必要がある。

## 利点
生ごみを発生都度、その場で処理することができごみ収集日まで生ごみを保管しなくともよく、室内、ごみ収集所の悪臭やハエ・ゴキブリといった衛生害虫の発生を予防できるメリットがある。また生ごみの水分含有量は約70%近い為にディスポーザーを利用することによりごみ全体の排出重量を軽減する事が出来る。また自治体にとっては生ごみ・燃えるごみの排出量削減による、ごみ回収・処分費用の軽減も期待される。設置は、集合住宅ではごみの排出量軽減による共同のごみ集積場の簡易化、衛生維持、害虫防止も期待される。また米国は米国通商代表部 (USTR) 外国貿易障壁報告においてディスポーザーの使用は、生ごみ焼却のための焼却炉使用を抑えることによりダイオキシンの排出を減らせるほか、焼却炉ではエネルギー効率が良くないためエネルギーの使用も抑えられる。また、ごみ埋め立て用のスペースを確保しなければならないとの重圧を軽減し、焼却施設の改良に資源を注入する必要性を減少させるなど、日本にとって多くの面で利点をもたらすとしている。

## 問題点
使用の奨励と自粛
日本で普及しはじめた1960年代は、下水道の処理施設が整備されている地域は大都市の一部で当時は合併処理浄化槽も義務付けられておらず、粉砕処理された厨芥物は最終排水処理されないまま川へ放流される地域が多く存在した。（下水道＋合併処理浄化槽率：1970年10.6％、2012年82.8％　Ｈ24年統計　環境省調査）
当時の日本の製造業者（松下電器・日立・シャープ）が特に宣伝もせずに年間1万台以上販売したことにより環境悪化を懸念して製造を自粛。米国製品の輸入も増加したために当時の建設省が各自治体に対しディスポーザーの「使用の自粛」を通知した。中には権限もないのに使用の禁止を一般市民に求めた自治体職員の例もあった。
かつて建設省が地方自治体当局へディスポーザーの使用について「慎重に対処」するよう求めたことを、1999年12月に米国の貿易交渉担当者に認めているが、現在は下水道接続に対し何の権限もないと主張している。国内においても複数のディスポーザ社会実験の調査結果により排水管や汚水処理施設に影響のないことが根拠をもって科学的に確認されている現在では予算、環境、衛生、高齢化問題の改善に加えて近年ゴミ回収に対して人手不足の対策として無人で下水道による一括回収できるディスポーザーを導入する自治体、検討段階に入っている自治体もある。その反面ディスポーザー使用の問い合わせに対しては未だに使用自粛の自治体も存在する。これは特に根拠もなく昭和世代からの古い慣例の体質が継承されているためである。国土交通省は、ディスポーザーを導入することにより、生ごみだけでなく「紙おむつ」を下水道で受け入れることを2018年に発表した。これは使用済の紙おむつは重量がかさばるうえに不衛生であり、もしこれをディスポーザーで粉砕し下水道に流すことができれば、保管やごみ出しが不要になり、高齢者介護や子育ての負担軽減につながる利点があるからである。通常のディスポーザーは台所の排水口にディスポーザーを設置、生ごみを粉砕処理することにより生ごみの保管や運搬、臭気から解放され下水処理施設には影響が無い事が確認されていることに対し、紙おむつ用のディスポーザーはトイレ内での設置を想定。下水処理にどのような影響が出るのか課題を洗い出し実用化に向けて検討している。
・ディスポーザー社会実験資料（日本エスコ）
並行輸入品の影響
インターネット販売などにより、海外仕様のディスポーザーが非正規の並行輸入品や個人輸入品として流通している事例もある。これらは日本国内とは電圧、周波数等が違うため正規の出力が得られず、結果配水管の詰まり、電波障害、火災等の原因になりうると正規輸入元や製造業者は正式に警告している。

## ディスポーザー付マンションでの本体交換の問題
本来マンション契約者の専有部に該当する居室内(キッチン)に設置されたディスポーザーは、居住者の責任で撤去・交換購入ができる範囲である。その一方で契約者による選択において次の問題が起きている。
故障した機種を撤去し、通常の排水に戻すことを禁止しているケース
マンション入居時の規約・約款でディスポーザーの撤去を認めていない場合がある。故障した場合のディスポーザー交換費用は居住者の負担である一方、その費用が高額ゆえに直ちに対処することができない。ディスポーザーはその構造上、故障したまま放置するとやがて排水不良を起こすので、やむなく高額な交換費用を負担せざるを得ない。
ディスポーザーの撤去を認めない理由として「配管や処理槽に影響が出る」といった説明をされることがあるが、この根拠は無い。マンション標準に導入されているディスポーザー排水処理システムは「ディスポーザー排水」と「台所排水」の両方を処理できるように設計・製造されている。ディスポーザー排水がなくなったところで、配管・排水処理システム共に支障は無い。
またマンションの資産価値を理由している場合には、宅地建物取引業法によって義務付けられている「重要事項説明」に該当している可能性が高い。ディスポーザー装備の有無がマンションの契約に影響するためである。マンション販売事業者がディスポーザーの標準装備を利益として告げている場合は、その逆の不利益事実（故障時に発生する高額な居住者負担等）も告げる必要がある。不利益事実の不告知（消費者契約法第4条2項）に該当する場合は契約の解除が可能になる。
＜参考資料＞
- 下水道のためのディスポーザ排水処理システム基準（案）平成25年3月
- ディスポーザーシステムの使用実態と使用者の評価
- 消費者契約法第4条

交換する機器のメーカーや仕様が指定されているケース
専有部に設置されているディスポーザーは居住者の財産として様々なメーカーや価格帯の中から選択することができる。これに反しメーカーやマンション管理会社の説明情報により機器が特定されている場合がある。
- 説明例「接続されている配管や処理槽へ影響から、○社の機種しか設置ができない。」

市販されている家庭用ディスポーザーはその構造上、いずれの機種も生ごみを数ミリに粉砕する。メーカーを変えることによって配管や処理槽に影響を与えることはない。同じ排水管を利用する他の台所機器（食洗機やフードプロセッサー等）にはメーカー及び仕様の指定はない。ディスポーザーだけメーカーを指定させる根拠とはいえない。
- 説明例「自動給水式のディスポーザーでなければ認めない」

自動給水式のディスポーザーは一般のディスポーザーに比べ高額である。自動給水式はディスポーザーの使用方法を知らない居住者の為の措置である。機種交換する居住者はメーカーを通じて使用方法を知る機会があり、自動給水式を購入する必要はない。また「マンションの配管構造が自動給水式に合わせてある」といった説明も日本の下水道法に照らし合わせた場合に矛盾が生じる。
- 説明例「マンションの規約で〇社の機種と決めている」

独占禁止法第3条前段で禁止されている排除型私的独占（マンション管理側が事業者と共同し、競争相手の排除や新規参入者を妨害する行為）に該当する可能性がある。ディスポーザーはどのメーカーの機種にも交換が可能である。それによる共同配管や浄化槽への影響なども確認されていない。
これらの問題はディスポーザーについての情報が限定されていることから起きている。不実告知（事実と違うことを告げての販売）に該当する可能性もある。
前述通りマンション契約者の専有部である居室内に設置されたディスポーザーは、居住者の責任で撤去・交換購入ができる範囲といえる。
＜参考資料＞
- 国土交通省「マンション標準管理規約別表第2（共用部の範囲）
- 公正取引委員会「私的独占の禁止及び公正取引の確保に関する法律ガイドブック
- 横浜市排水設備要覧
- 独占禁止法の関わり https://www.jftc.go.jp/ippan/part2/act_01.html

## 下水管、排水管の影響
1990年代など国内における過去の使用自粛のお願いの理由としてディスポーザーは下水管（排水管）の閉塞を招くことが懸念された。現在ではディスポーザ社会実験を経て安全性も確認されており、実際にディスポーザーが原因で配管閉塞が報告された実例は自治体には無い。日本の配管基準となるHASS規格の定める配水管の管径と勾配に従えば60cm/秒の流速を確保でき、ディスポーザーを使用しても配管には問題ないことは科学的に立証されている。国土交通省が行った北海道歌登町（現、枝幸町）のディスポーザー導入社会実験によると管渠内の掃流実験においても殻0.52m/s、貝殻0.59m/s、卵殻：貝殻（40:1）の混合物0.57m/sで掃流され計針に規定されている最小流速0.60m/sの範囲内であった。建築物は老朽化したり、設計どおりに必ずしも現場で施工されているとは限ら無い為に保守や設備更新が必要なケースもある。しかし配管の基準は日本も米国も同等であり、これは世界各国の下水道（排水管）は雨水によって流入する土砂が堆積しないことが前提で、比重の重い土砂が堆積しなければディスポーザー排水や屎尿も堆積することはない。
＜参考資料＞
- 下水道排水設備指針と解説 横須賀市下水道局

### 台所排水の影響
米国家電製品協会（AHAM）が実施した米国内での一般家庭で「ディスポーザーの使用・未使用者別にどの位の頻度で配管トラブル業者や詰まり解除ツールを使用する台所の配管トラブル、排水詰まりを経験したか？」の調査結果
- ディスポーザー使用（回答3,991）

年一度以下　34%
経験なし　　42%
- ディスポーザー未使用（回答4,091

年一度以下　33%
経験なし　　36%
＊回答の結果ではディスポーザーを使用しているよりディスポーザー未使用の家庭の方が排水管詰まり等のトラブル発生率が多いことが分かった。
これはディスポーザーを使用した方が未使用に対し水道水の流入量が多く生ごみが排水口をすり抜けて排水管に入り込む頻度が減少、ディスポーザー用排水トラップ部位の汚れを粉砕された硬質の生ごみ（貝殻、卵の殻等）が絡め取る作用があるからだと予想できる。
世界的な規格基準（米国工業規格）を通過したディスポーザーの排水は通常排水（水道水の排水）と同等として認められている。

## 下水処理場、浄化槽への影響
ディスポーザーを使用すると生物化学的酸素要求量 (BOD) と浮遊物質 (SS) の濃度はそれぞれ増加するが逆に下水処理場などの汚水処理施設や合併処理浄化槽などの排水効率は向上することになる。下水地域　処理浄化槽（トイレ、風呂など生活排水が浄化槽に接続）が設備されている場合は実態として流入汚濁の計画値よりはるかに低負荷運転されている為にディスポーザー排水が流入しても排水処理は問題なく出来る。これは多くの下水道計画は流入水の汚濁負荷条件の設定値を安全を考慮して高めに設定していることに加え、計画時より人口減少、または今後減少が予想される処理場も多い。本来は設計計画値に近いほうが安定した排水処理が得られるのである。ディスポーザーから排水される粉砕厨芥物は炭水化物が豊富な為に通常生活排水に含まれる窒素・リンに対して炭素が増加し活性汚泥の機能を理想に近づけることができる為に最終排水、浄化効率はディスポーザーを導入して悪化することはない。世界各国の行政・大学・研究機関・民間企業が行った様々なテスト（国内では農水省による魚津市、国交省による北海道旧歌登町での社会実験）ではディスポーザー+下水道が今のところもっとも低コストで環境に負担無く生ごみを処理できることが実証されている。

### 米国
米国では長い歴史があり1928年に米国のJohn Hammes氏がディスポーザーを発明し1938年にInSinkErator社（現・米国エマソン社InSinkErator事業部）を創業、本格的に米国で販売された。その後、多数の企業が市場に参入し多くの社会実験が繰り返されディスポーザーの安全性が科学的に確認されてからは生ごみを低コストで衛生的に処理される手段、ポリオの予防策として設置を義務づける州も多くなり、時間をかけて徐々に普及（年率1-2%程度）していった。しかし大都市であるニューヨーク市が合流式（雨水と汚水が同じ下水管）の古い下水道設備を理由に最後までディスポーザーを禁止していた。1995年当時のジュリアーニ市長は合流式にどのような影響があるのかディスポーザーの社会実験、調査を開始。21ヶ月に及ぶ大規模調査の結果、ディスポーザーを禁止する根拠が消滅し1997年9月11日、禁止規制はニューヨーク市法から取り消された。現在は米国全域で広く普及しており90以上の自治体で設置を義務つけており、そのような自治体からは水洗トイレと同じよう衛生インフラとみなされている。またNGBS（住宅のECO貢献度が格付け公認されるNational Green Building Standard・全米グリーンビルディング規格）で、その判定基準となる製品の中にディスポーザーも環境に貢献しているECO製品として公認されている。
＜参考資料＞
- 海外のディスポーザー事情
- NGBS (National Green Building Standard) 全米グリーンビルディング規格

### 日本国内
日本にも米国から1955年頃から輸入が開始され、その後、1990年からの10年間で28万台強のディスポーザーが輸入された。しかし1960年代の日本では下水道や合併処理浄化槽が普及しておらず排水が垂れ流しになる地域もあり、多くの自治体から使用の自粛要請が出された。このため、日本国内ではほそぼそと住宅会社経由や訪問販売で扱われていた。
　1999年には日本で初めて農水省が富山県魚津市で、2000年には国土交通省が北海道歌登町でディスポーザーの大規模な社会実験を実施、世界のあらゆる社会実験と同様、良好な結果がでたことでディスポーザーを推奨し導入を支援する自治体が2003年以降、相次いで出現した。不動産経済研究所の調査では、2009年の首都圏の分譲マンション供給量の80%（全国平均では50%）にディスポーザーが標準装備されている。尚、分譲マンションでのディスポーザーは専用の処理槽とのセット商品である（ディスポーザー排水処理システム）。最近ではバイオマス・タウン構想の有効なバイオマス資源回収のツールとしてディスポーザーを推奨している自治体もある（群馬県伊勢崎市、富山県黒部市等）使用者のアンケート調査では毎回高い人気の結果がでるものの国内での普及率はいまだ3%は超していないと思われ、日本は未成熟市場としての側面が窺える。
汚水処理人口普及率が93.3％に達した現在では環境、衛生問題、使用者の利便性、行政コストのどの側面からもディスポーザーを否定する理由も無くなり閉塞感のあるゴミに対するあらゆる社会問題の解決策としての普及が見込まれる。
＜参考資料＞
- 下水道管理者のディスポーザーへの対応に対する調査について 国土交通省
- ディスポーザー導入時の影響判定の考え方 国土技術政策総合研究所下水道研究部 2005
- 下水道排水設備指針と解説
- 国土交通省　令和５年度末の汚水処理人口普及状況について

### 農林水産省
農林水産省では農業集落排水施設におけるディスポーザーの導入が促進されることを期待して取り組んでいます。
これは下水道施設だけに限らず農業集落排水地域においても近年は農村地域の人口が減少により計画値に対し施設容量に余裕が生じているためでこれを改善する為の対策としてディスポーザーを促進しており、その判断材料としての資料を公開しています。
＜参考資料＞
農林水産省：農業集落排水区域におけるディスポーザー導入に向けて

## ディスポーザ排水処理システム
ディスポーザ排水処理システムとは「ディスポーザ」＋「専用排水管」＋「専用浄化槽」の3つの部位を組み合わせてのシステム製品として公益社団法人日本下水道協会から規格適合評価及びに製品認証を受けた製品で建物対象敷地内に設置設備されます。1998年、改訂前の建築基準法38条に基づく建設大臣認定が開始、その後の建築基準法の改正により認定制度が消滅した為に日本下水道協会が策定した「下水道のためのディスポーザ排水処理システム性能基準(案)」において第3者機関により性能評価試験を実施、現在は「下水道のためのディスポーザ排水処理システム性能基準(案)」を「平成25年3月版」で継承しました。試験機関は一般財団法人茨城県薬剤師会検査センターで行い、規格適合評価として日本下水道協会が審査する仕組みになります。「ディスポーザー」を組み込んだディスポーザ排水処理システムは3つの部位(ディスポーザー＋専用配管＋専用浄化槽)の組みせでひとつのシステム製品として成立させており、一般的なディスポーザー（通常はディスポーザーと呼称されますが一部の団体や自治体では単体ディスポーザーと呼称する）とは別物として区別されています。
「ディスポーザ排水処理システム」の法的な強制力はありません。「ディスポーザ排水処理システム」として使用する場合はガイドラインに沿った自治体への届け出や維持メンテナンスが原則として必要になります。

課題
ディスポーザ排水処理システム(以下、排システム)は専用処理槽を建物敷地内に埋設しなければならない為に事実上、新築時の設置が前提となります。既築住宅への設置は専用処理槽の埋設場所の確保、埋設に関連する高額なコストの諸問題が事実上、障壁になっています。
排システムには定期メンテナンスが必要でガイドライン通りに専用処理槽の汚泥を引抜き、水質の検査結果を自治体へ提出した場合、年間で20～40万円前後(戸建ての場合)の排システム維持費用が発生し集合住宅の場合は専用処理槽を多くの世帯で管理する為に世帯当たりの負担が軽減される傾向にあります。単体ディスポーザーの場合は維持費用が電気代程度の為、この費用の較差から単体ディスポーザーの方が消費者より選ばれる主要因になっています。排システムとしてディスポーザーが標準装備されている集合住宅ではマンション積立費用による修繕費から排システムの専用処理槽などの共有維持管理費用を捻出されている場合が多く、実際はどれほどの費用負担になっているのか居住者は承知していないケースがほとんどになります。
　通常、単体ディスポーザーからの放流排水は水洗トイレからの排水との組み合わせにより下水道を経て汚水処理施設等で問題なく処理されることが分かっています。これに対し排システムの場合はディスポーザー部位で砕いた生ごみを専用処理槽において汚水を処理、この専用処理槽に溜められた汚泥の廃棄物取扱を厚生省では一般廃棄物として扱うように見解をだしています（一部の自治体では産業廃棄物として取扱）。この中で最も排システムが分譲マンションに普及している都市が東京になります。液状廃棄物となった排システムの汚泥は90%以上が水分でありながら、その多くが清掃局の焼却炉で焼却することになります。これは排システム利用者から出た汚泥という「水分」を都税を投じて燃やしていることになります。また一部の排システムの汚泥は下水道に再投下されるケースもあります。これは単体ディスポーザー＋下水道との組みあわせでの汚水処理のプロセスを汚泥吸引車（バキュームカー）で迂回させながら単体ディスポーザーと同じ最終地点まで運搬、処理がされます。これでは何のために一旦、排システムの専用処理槽に汚泥をため込んで汚泥吸引車を使用して汚水処理施設まで運搬する必要があるのか不明で、非合理的で行政コストや環境に対しても意味をなさない排システムを推奨する事により単体ディスポーザーを排除しようとする東京都の姿勢が見えます。これは単体ディスポーザーが普及する事による都民の社会的メリット（衛生、害虫獣、高齢化対策、都政コスト削減）よりも従来通り、人を介し車両によりごみを回収することによる予算の獲得・維持を目的としたもので、何よりも役人組織としての東京都の立場からは権限や予算を自ら減じる事になる議論は認められず都民より行政組織を優先する組織浄化作用の無い負の一面が伺える事案になります。

また別の問題として2017年、ディスポーザー専用浄化槽の排気口から出る悪臭が原因で部屋に住み続けられないとして、部屋を購入したばかりの居住者が売り主の不動産会社に対して損害賠償を求める訴訟を起こした。現在国内ではディスポーザー専用浄化槽及びその排気口については設置基準が定められていない。
「悪臭で住めない」提訴、バルコニーの上にディスポーザー排気口　５２００万円で購入の男性　大阪地裁」2017.3.16付 産経新聞より

## 日本におけるディスポーザー社会実験
1999年より農水省は富山県魚津市の農集落排水地域で日本で初めてのディスポーザー社会実験を行った。1年間にわたる調査の概要は(1)汚水処理施設の処理機能(2)管路の詰り具合(3)ごみ発生量の変化(4)住民意識の変化などであった。
結果としては
(1)(2)ディスポーザー排水の流入による処理機能の低下、管路の詰りは認められなかった。
(3)ごみの排出量は平均53％程度削減できた
(4)住民の支持率（日本エスコ調査）はディスポーザーの利便性が高く評価され最終的には90％を超えていた。
2000年より、国土交通省は北海道歌登町（現・枝幸町）をモデル都市として選定し、下水道に接続している全世帯（約800世帯、約1,800人）にディスポーザーを導入、社会実験を行った。2005年に国土交通省・国土技術政策総合研究所より調査報告書がまとめられた。
(1)管路施設、終末処理場への影響は特に認められなかった
(2)ディスポーザー普及率100％での環境負荷量は普及率0％と比較して1％未満の増加である事がわかった。
(3)行政コストはディスポーザー導入により削減される事がわかった。
(4)下水道事業及び清掃事業の行政コストと、ディスポーザー利用者の便益等とを統合した全体の費用便益分析を行ったところ、行政コストの変化分やディスポーザー運転費用と比較して、利便性便益及びディスポーザー購入・設置費用は卓越した値を有していることが分かった。
※この実験ではごみ回収車両を1台しか保有して無いために走行距離の減少や車両の減少を算定に入れていない。この為にディスポーザーの導入により車両削減可能な場合は数値が車両削減台数に応じ変わるものと思われる。
1999年以降、他に各地方自治体単位で比較的小規模の社会実験が多数行われている。いずれも排水配管や汚水処理施設等への影響はなく過去、世界の各国で実施されたディスポーザー社会実験と同様の結果がでている。この国土交通省のディスポーザー社会実験の調査結果のレポートにより特にごみ問題や財政・環境問題を重要視している複数の自治体がディスポーザーの推奨都市に変わっている。
＜参考資料＞
- 日本国内の各ディスポーザー社会実験(日本エスコ）
- 北海道歌登町（現枝幸町）ディスポーザー社会実験結果まとめ